# レインボーライン (競走馬)
レインボーライン（欧字名:Rainbow Line、2013年4月1日 - ）は、日本の競走馬・種牡馬。主な勝ち鞍は2018年の天皇賞（春）、阪神大賞典、2016年のアーリントンカップ。

## 経歴

### 2歳（2015年）
8月の2歳新馬戦で四位洋文を鞍上にデビュー。デビュー戦は2着。デビューを勝利で飾ることはできなかった。続く未勝利戦も2着そして2回目の未勝利戦で初勝利を挙げた。
続いてオープン戦の萩ステークスに出走。5頭立てと少数頭の中、4番人気に支持され、3着となった。
重賞初挑戦となった東京スポーツ杯2歳ステークスでは、11頭立ての9着と大敗を喫した。
続いて出走したのは500万円下の千両賞。幸英明を背に、2着馬サンライズクロンヌにアタマ差で勝利した。

### 3歳（2016年）
年明け3歳初戦は、シンザン記念に出走。レースでは中団あたりにつけるも、ロジクライの6着となった。
続くアーリントンカップでは、4番人気に支持された。最後の直線、接戦となったが、ダンツプリウスにハナ差で辛勝。重賞初制覇を飾った。このレースは5着までが全て同タイムと、非常に接戦だった。
年明け3戦目となったニュージーランドトロフィーでは、4番人気に支持された。レースでは後方を進んだが、前には届かず掲示板に載るのがやっとだった。
GI初挑戦となったNHKマイルカップでは、新たに鞍上に福永祐一を迎えた。中団あたりでレースを進め、直線で上がり34.4秒の末脚で追い込み、12番人気と人気薄ながら3着に食い込んだ。
続いて東京優駿（日本ダービー）に出走。12番人気と人気は高くなかったが、レースは中団やや後ろに位置をとり、直線で伸びるも8着までだった。
その後はしばらく休養し、札幌記念に向け調整がされた。
8月の札幌記念では、古馬と初対戦となった。レースでは中団につけ、直線でGI馬ヌーヴォレコルトを交わしネオリアリズムの3着となった。なお2着馬はGI4勝馬で前年の年度代表馬、モーリスが入った。
秋初戦は菊花賞に出走。ここでも9番人気と決して評価は高くなかった。レースではいつも通り後方待機の競馬をする。最後の直線では他馬を次々に交わし、先に先頭に立ったサトノダイヤモンドには届かなかったが、最後で脚を伸ばし、先行したエアスピネルとの2着争いの末、同馬にハナ差で2着となった。
その後はジャパンカップに出走。このレースには国内外合わせて8頭のGI馬が出走し、1番人気に支持されたのは2015年の菊花賞、2016年の天皇賞・春とGI2勝を挙げたキタサンブラックとなり、レインボーラインは8番人気であった。レースはキタサンブラックが逃げる展開になる。しかしそれに競りかける馬はいなかったため、前半1000m通過タイムが61秒7と、スローペースとなった。差し馬、追い込み馬には不利とされるスローペースでもレインボーラインは後方4番手あたりに位置を取った。レースはそのまま推移し、キタサンブラック先頭のまま直線を迎えた。レインボーラインは後方から伸び、6着となった。

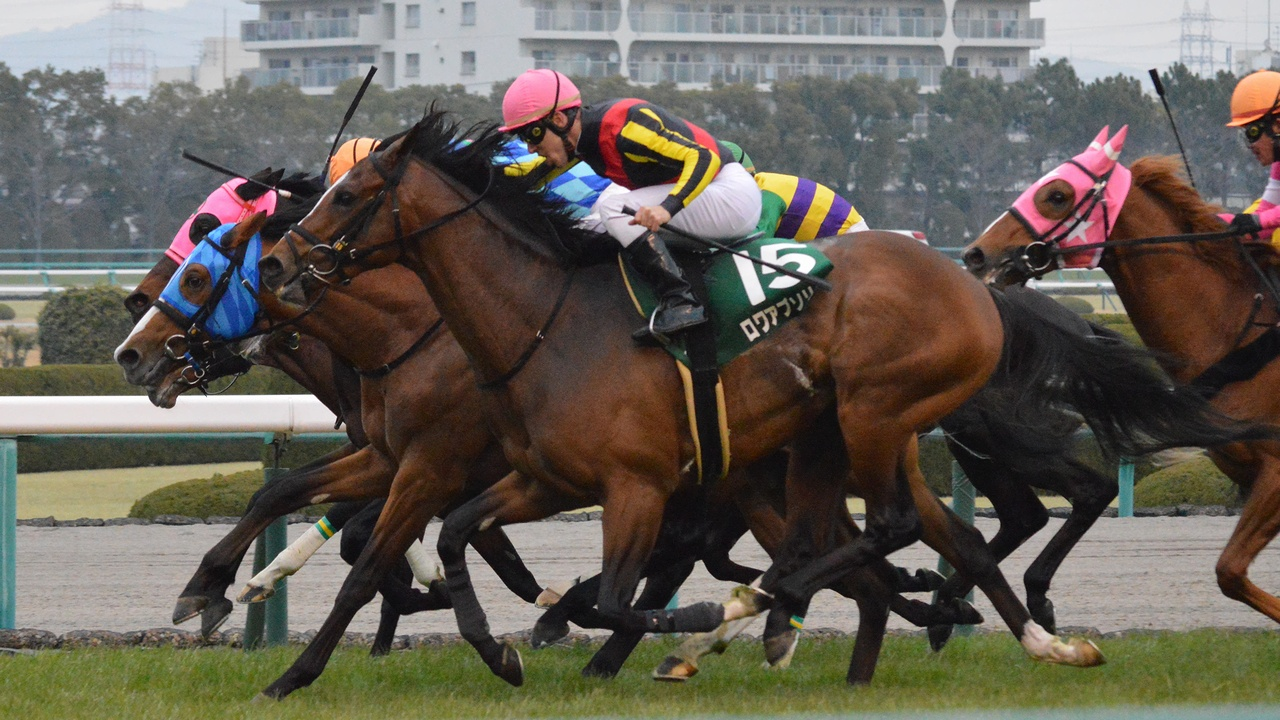
アーリントンC(青のメンコ)
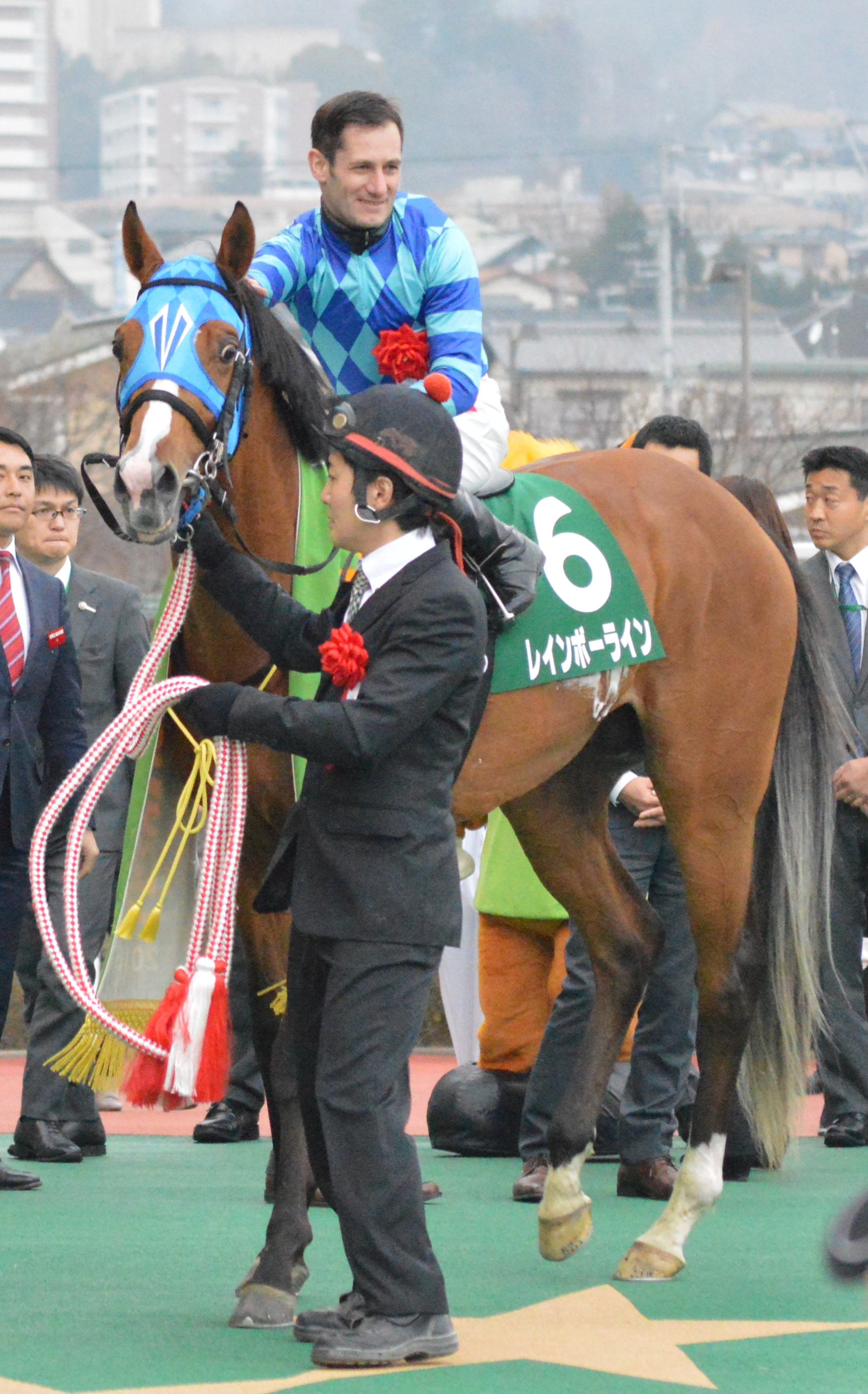
表彰式

### 4歳（2017年）
春は天皇賞春に出走したが、内外フラットな馬場で有力馬では一番外の17頭立ての16番枠を引いたのが仇になり大敗した。
宝塚記念は出入りの激しい展開が向かず大敗し、秋に備えることになった。
秋は天皇賞秋に出走。台風22号の影響で26年ぶりの不良馬場になり、武豊騎手も「30年騎手をやってきてこの不良馬場は初めて」と語った。レースは13番人気ながら勝ったキタサンブラックの3着になった。

### 5歳（2018年）
年明け初戦として、3月18日に阪神大賞典に出走。京都記念勝ち馬クリンチャーや長距離重賞4勝のアルバートらが集まる中3番人気に推される。レースでは、後方から最終コーナーで進出して先頭に立つとそのまま押し切り1着。3歳時のアーリントンカップ以来約2年ぶりの勝利となった。
続く2戦目は岩田康誠を背に天皇賞・春に出走。前走を評価され2番人気に支持される。最後の直線では進路を内にとりシュヴァルグラン、クリンチャーなどのライバルを交わし2着シュヴァルグランにクビ差で勝利し、悲願のG1制覇を果たした。しかしレース直後歩様に異変があり、騎手の岩田はすぐに下馬。ウイニングランや馬を交えての口取り式は行われなかった。その後、馬運車で運ばれ、右前脚跛行と診断された。その後5月2日に精密検査が行われ、腱・靱帯損傷の疑いがあり、経過観察を続けることが発表されたが、6月6日、右前繋部浅屈腱不全断裂により引退を余儀なくされることとなった。

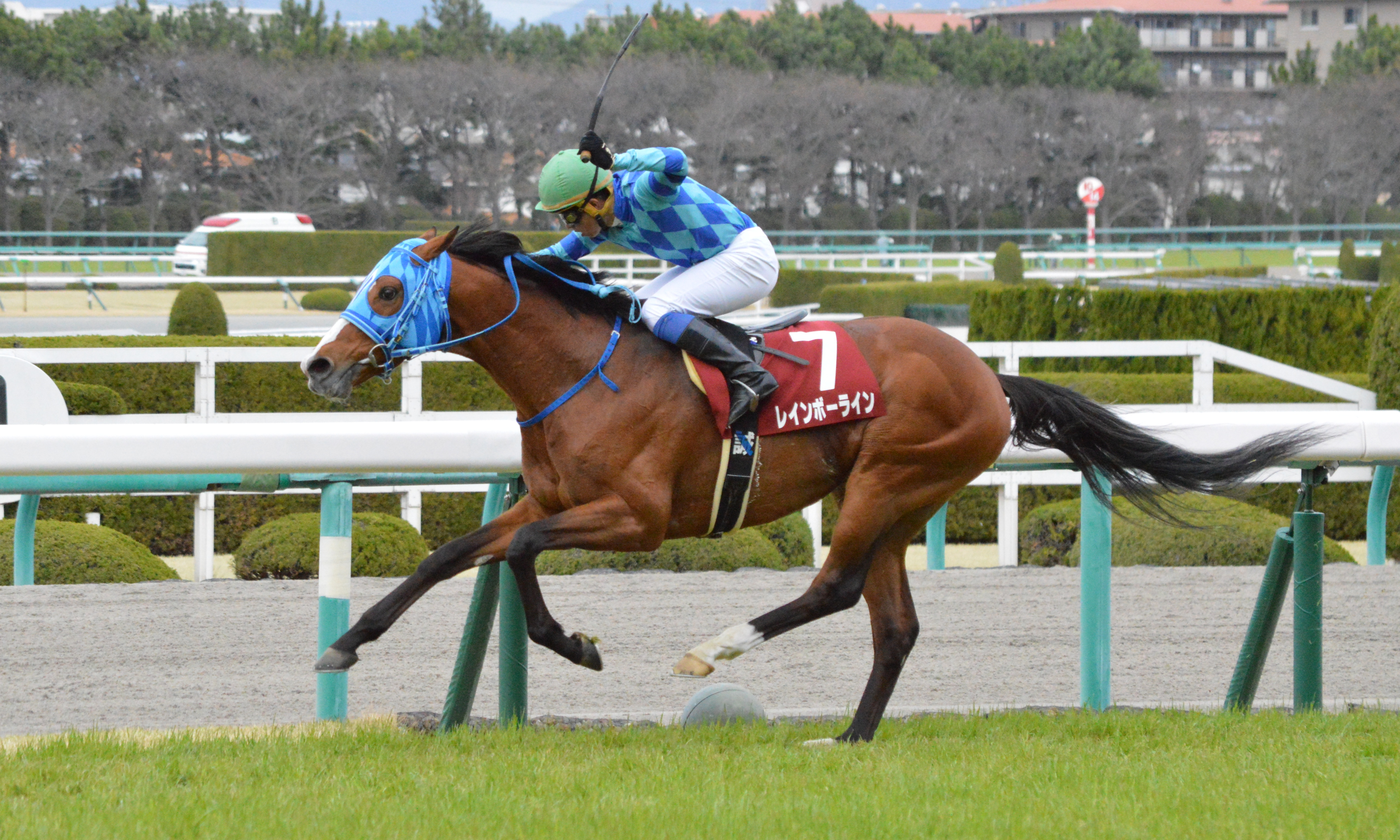
阪神大賞典
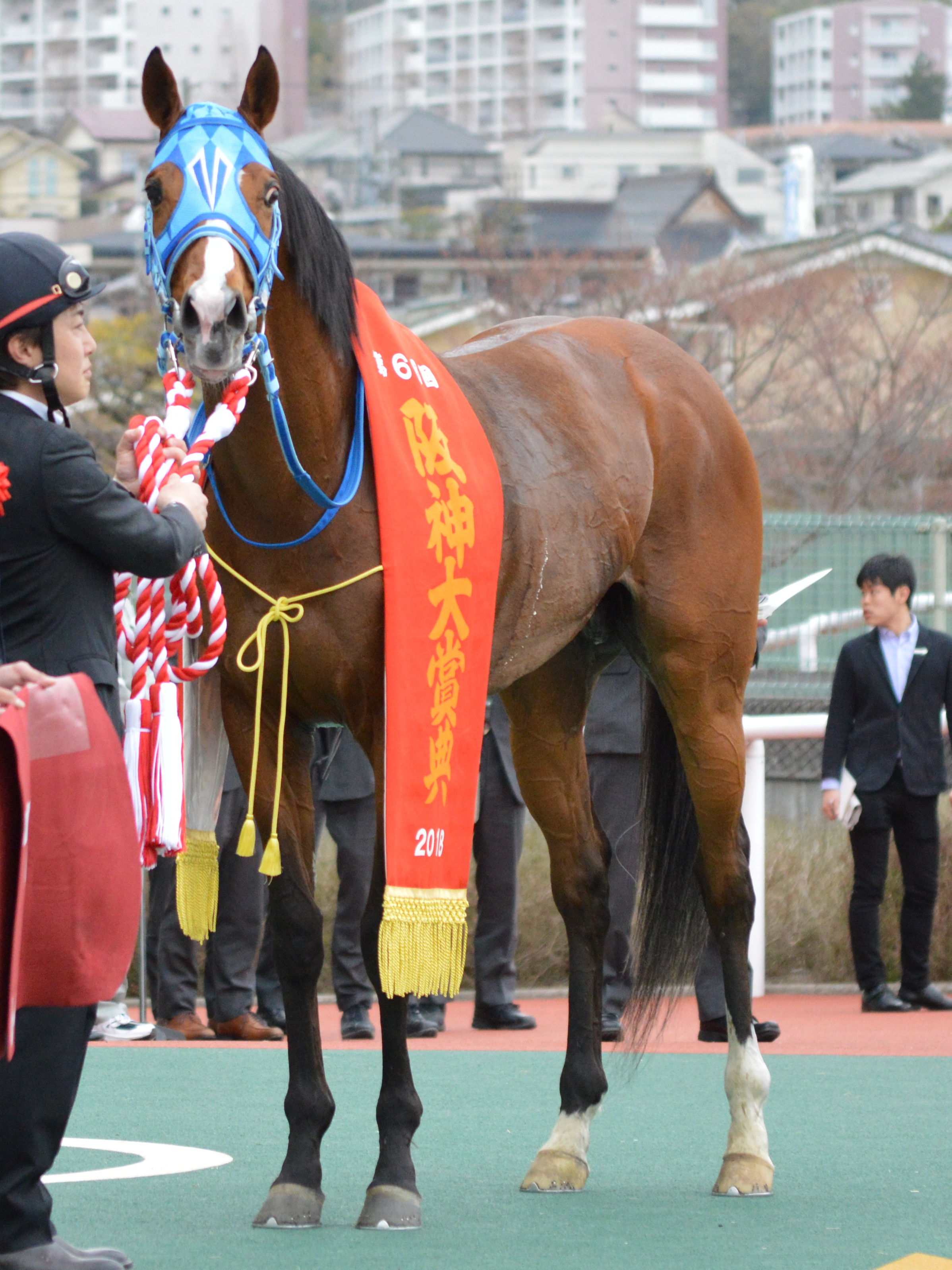
表彰式
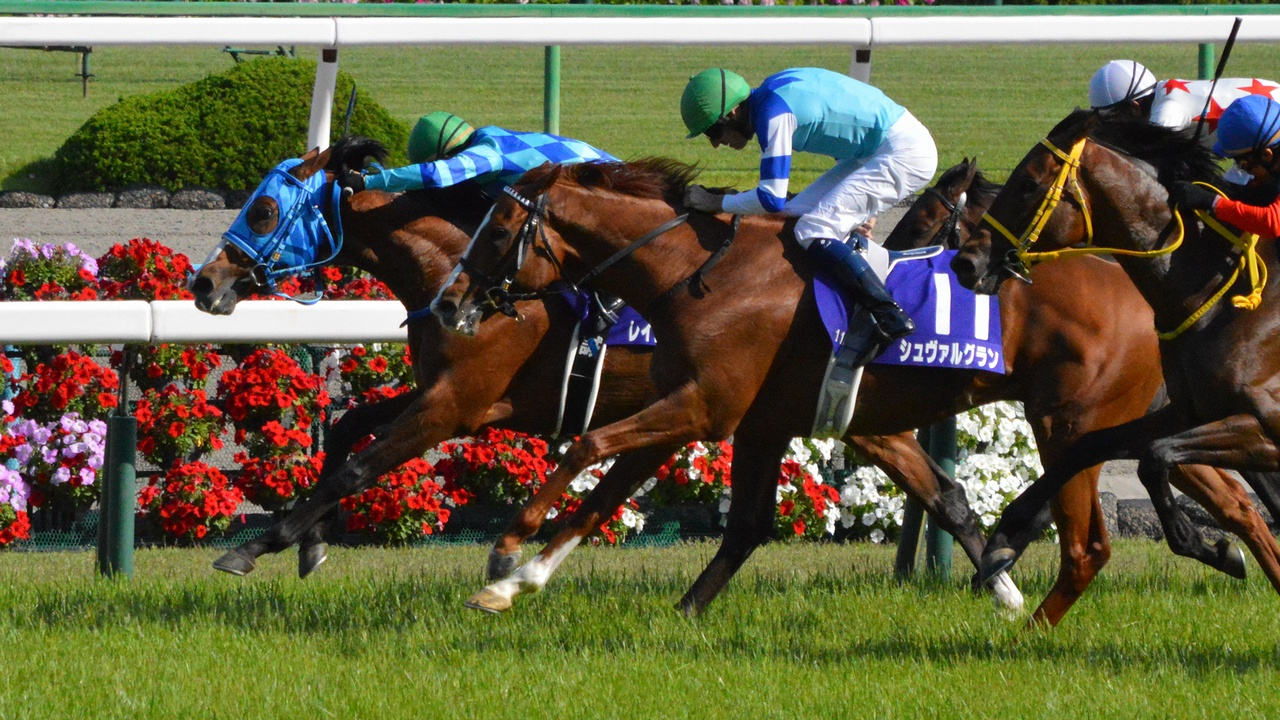
天皇賞春

## 競走成績
以下の内容は、JBISサーチおよびnetkeiba.comに基づく。
| 競走日     | 競馬場 | 競走名        | 格      | 距離（馬場）  | 頭 数 | 枠 番 | 馬 番 | オッズ （人気） | 着順 | タイム （上り3F） | 着差 | 騎手        | 斤量 [kg] | 1着馬（2着馬）         | 馬体重 [kg] |
| ---------- | ------ | ------------- | ------- | ------------- | ----- | ----- | ----- | --------------- | ---- | ----------------- | ---- | ----------- | --------- | ---------------------- | ----------- |
| 2015.08.02 | 札幌   | 2歳新馬       |         | 芝1800m（良） | 7     | 7     | 7     | 004.90（2人）   | 02着 | R1:52.6（34.3）   | -0.3 | 0四位洋文   | 54        | プロフェット           | 454         |
| 0000.08.15 | 札幌   | 2歳未勝利     |         | 芝1800m（良） | 14    | 7     | 11    | 003.60（2人）   | 02着 | R1:50.5（35.7）   | -0.4 | 0四位洋文   | 54        | ラブレオ               | 452         |
| 0000.08.30 | 札幌   | 2歳未勝利     |         | 芝1800m（良） | 9     | 8     | 9     | 001.90（1人）   | 01着 | R1:49.5（35.6）   | -0.4 | 0四位洋文   | 54        | （ティソーナ）         | 444         |
| 0000.10.31 | 京都   | 萩S           | OP      | 芝1800m（良） | 5     | 5     | 5     | 010.30（4人）   | 03着 | R1:47.8（33.3）   | -0.2 | 0岩田康誠   | 55        | ブラックスピネル       | 442         |
| 0000.11.23 | 東京   | 東スポ杯2歳S  | GIII    | 芝1800m（良） | 11    | 7     | 8     | 037.20（8人）   | 09着 | R1:50.1（33.7）   | -0.6 | 0蛯名正義   | 55        | スマートオーディン     | 436         |
| 0000.12.27 | 阪神   | 千両賞        | 500万下 | 芝1600m（良） | 10    | 1     | 1     | 004.00（4人）   | 01着 | R1:35.8（34.7）   | -0.0 | 0幸英明     | 55        | （サンライズクロンヌ） | 434         |
| 2016.01.10 | 京都   | シンザン記念  | GIII    | 芝1600m（良） | 18    | 3     | 5     | 018.30（7人）   | 06着 | R1:35.4（35.3）   | -0.4 | 0幸英明     | 56        | ロジクライ             | 434         |
| 0000.02.27 | 阪神   | アーリントンC | GIII    | 芝1600m（良） | 14    | 4     | 6     | 006.80（4人）   | 01着 | R1:34.1（35.9）   | -0.0 | 0M.デムーロ | 56        | （ダンツプリウス）     | 438         |
| 0000.04.09 | 中山   | NZT           | GII     | 芝1600m（良） | 14    | 4     | 6     | 007.20（4人）   | 05着 | R1:34.0（34.6）   | -0.1 | 0内田博幸   | 56        | ダンツプリウス         | 432         |
| 0000.05.08 | 東京   | NHKマイルC    | GI      | 芝1600m（良） | 18    | 8     | 18    | 040.7（12人）   | 03着 | R1:32.9（34.4）   | -0.1 | 0福永祐一   | 57        | メジャーエンブレム     | 430         |
| 0000.05.29 | 東京   | 東京優駿      | GI      | 芝2400m（良） | 18    | 2     | 4     | 155.4（12人）   | 08着 | R2:24.7（33.7）   | -0.7 | 0福永祐一   | 57        | マカヒキ               | 432         |
| 0000.08.21 | 札幌   | 札幌記念      | GII     | 芝2000m（稍） | 16    | 1     | 2     | 012.30（4人）   | 03着 | R2:02.1（36.3）   | -0.4 | 0福永祐一   | 54        | ネオリアリズム         | 442         |
| 0000.10.23 | 京都   | 菊花賞        | GI      | 芝3000m（良） | 18    | 6     | 11    | 024.90（9人）   | 02着 | R3:03.7（34.2）   | -0.4 | 0福永祐一   | 57        | サトノダイヤモンド     | 444         |
| 0000.11.27 | 東京   | ジャパンC     | GI      | 芝2400m（良） | 17    | 7     | 14    | 018.70（8人）   | 06着 | R2:26.4（34.3）   | -0.6 | 0C.ルメール | 55        | キタサンブラック       | 442         |
| 2017.03.25 | 中山   | 日経賞        | GII     | 芝2500m（良） | 16    | 5     | 9     | 005.10（2人）   | 04着 | R2:33.1（35.4）   | -0.3 | 0M.デムーロ | 55        | シャケトラ             | 448         |
| 0000.04.30 | 京都   | 0天皇賞（春） | GI      | 芝3200m（良） | 17    | 8     | 16    | 023.20（7人）   | 12着 | R3:14.3（35.7）   | -1.8 | 0M.デムーロ | 58        | キタサンブラック       | 442         |
| 0000.06.25 | 阪神   | 宝塚記念      | GI      | 芝2200m（稍） | 11    | 6     | 7     | 023.80（7人）   | 05着 | R2:12.3（36.3）   | -0.9 | 0岩田康誠   | 58        | サトノクラウン         | 444         |
| 0000.10.29 | 東京   | 0天皇賞（秋） | GI      | 芝2000m（不） | 18    | 4     | 8     | 059.6（13人）   | 03着 | R2:08.7（38.7）   | -0.4 | 0岩田康誠   | 58        | キタサンブラック       | 452         |
| 0000.11.26 | 東京   | ジャパンC     | GI      | 芝2400m（良） | 17    | 5     | 9     | 057.70（8人）   | 06着 | R2:24.7（34.6）   | -1.0 | 0岩田康誠   | 57        | シュヴァルグラン       | 448         |
| 0000.12.24 | 中山   | 有馬記念      | GI      | 芝2500m（良） | 16    | 4     | 8     | 044.70（9人）   | 08着 | R2:34.3（34.9）   | -0.7 | 0岩田康誠   | 57        | キタサンブラック       | 444         |
| 2018.03.18 | 阪神   | 阪神大賞典    | GII     | 芝3000m（良） | 11    | 6     | 7     | 005.60（3人）   | 01着 | R3:03.6（35.8）   | -0.2 | 0岩田康誠   | 56        | （サトノクロニクル）   | 454         |
| 0000.04.29 | 京都   | 0天皇賞（春） | GI      | 芝3200m（良） | 17    | 6     | 12    | 006.00（2人）   | 01着 | R3:16.2（35.2）   | -0.0 | 0岩田康誠   | 58        | （シュヴァルグラン）   | 452         |

## 種牡馬時代

### 引退後
引退後は優駿スタリオンステーションで種牡馬となったものの、初年度産駒がデビューした2022年の9月10日付で用途変更となり種牡馬を引退した。その後、ノーザンホースパークへ移動し、今後は乗馬となる。2024年2月18日の障害4歳以上未勝利戦（小倉障2860m）でクリノクオンが産駒JRA初勝利となった。

### 主な産駒
- 2020年産
  - ワイズゴールド（2023年留守杯日高賞）[30]
  - ダイヤモンドライン（2023年サラブレッド大賞典）[31]
- 2022年産
  - ケンシレインボー（2025年東京湾カップ）

## 血統表
| レインボーラインの血統（サンデーサイレンス系 / ノーザンテースト 4×5、Northern Dancer 5×5） | レインボーラインの血統（サンデーサイレンス系 / ノーザンテースト 4×5、Northern Dancer 5×5） | レインボーラインの血統（サンデーサイレンス系 / ノーザンテースト 4×5、Northern Dancer 5×5） | （血統表の出典）     | （血統表の出典）     |
| 父 ステイゴールド 1994 黒鹿毛                                                              | 父の父サンデーサイレンス Sunday Silence 1986 青鹿毛                                        | Halo                                                                                       | Hail to Reason       | Hail to Reason       |
| 父 ステイゴールド 1994 黒鹿毛                                                              | 父の父サンデーサイレンス Sunday Silence 1986 青鹿毛                                        | Halo                                                                                       | Cosmah               |                      |
| 父 ステイゴールド 1994 黒鹿毛                                                              | 父の父サンデーサイレンス Sunday Silence 1986 青鹿毛                                        | Wishing Well                                                                               | Understanding        | Understanding        |
| 父 ステイゴールド 1994 黒鹿毛                                                              | 父の父サンデーサイレンス Sunday Silence 1986 青鹿毛                                        | Wishing Well                                                                               | Mountain Fiower      |                      |
| 父 ステイゴールド 1994 黒鹿毛                                                              | 父の母ゴールデンサッシュ 1988 栗毛                                                         | ディクタス Dictus                                                                          | Sanctus              | Sanctus              |
| 父 ステイゴールド 1994 黒鹿毛                                                              | 父の母ゴールデンサッシュ 1988 栗毛                                                         | ディクタス Dictus                                                                          | Dronic               |                      |
| 父 ステイゴールド 1994 黒鹿毛                                                              | 父の母ゴールデンサッシュ 1988 栗毛                                                         | ダイナサッシュ                                                                             | ノーザンテースト     | ノーザンテースト     |
| 父 ステイゴールド 1994 黒鹿毛                                                              | 父の母ゴールデンサッシュ 1988 栗毛                                                         | ダイナサッシュ                                                                             | ロイヤルサッシュ     |                      |
| 母 レーゲンボーゲン 2002 栗毛                                                              | 母の父フレンチデピュティ French Deputy 1992 栗毛                                           | Deputy Minister                                                                            | Vice Regent          | Vice Regent          |
| 母 レーゲンボーゲン 2002 栗毛                                                              | 母の父フレンチデピュティ French Deputy 1992 栗毛                                           | Deputy Minister                                                                            | Mint Copy            |                      |
| 母 レーゲンボーゲン 2002 栗毛                                                              | 母の父フレンチデピュティ French Deputy 1992 栗毛                                           | Mitterand                                                                                  | Hold Your Peace      | Hold Your Peace      |
| 母 レーゲンボーゲン 2002 栗毛                                                              | 母の父フレンチデピュティ French Deputy 1992 栗毛                                           | Mitterand                                                                                  | Laredo Lass          |                      |
| 母 レーゲンボーゲン 2002 栗毛                                                              | 母の母レインボーファスト 1992 栗毛                                                         | レインボーアンバー                                                                         | アンバーシャダイ     | アンバーシャダイ     |
| 母 レーゲンボーゲン 2002 栗毛                                                              | 母の母レインボーファスト 1992 栗毛                                                         | レインボーアンバー                                                                         | イーデンブルース     |                      |
| 母 レーゲンボーゲン 2002 栗毛                                                              | 母の母レインボーファスト 1992 栗毛                                                         | レインボーローズ                                                                           | ファーストファミリー | ファーストファミリー |
| 母 レーゲンボーゲン 2002 栗毛                                                              | 母の母レインボーファスト 1992 栗毛                                                         | レインボーローズ                                                                           | プティットアミ       |                      |

- 半姉にローズステークスの勝ち馬アニメイトバイオ[32]、その産駒にラジオNIKKEI賞の勝ち馬エキサイトバイオがいる。
- そのほかの近親にセキテイリュウオー、エースインザレース。